# Craig Thomas (escritor)
David Craig Owen Thomas (Cardiff, 24 de novembro de 1942 - Somerset, 4 de abril de 2011) foi um escritor galês de livros de ficção, mais notavelmente a série sobre o personagem Mitchell Gant.
Seu romance mais conhecido é o Firefox, que o levou à fama mundial e gerou uma bem sucedida adaptação para o cinema, dirigida e estrelada por Clint Eastwood. Depois de publicar o seu terceiro romance, um suspense sobre espionagem na Guerra Fria Wolfsbane, ele deixou de lecionar, em 1977. Pouco antes de sua morte, ele terminou um comentário em dois volumes, em alemão, sobre o filósofo Friedrich Nietzsche.

## Obras
- Rat Trap (1976)
- Firefox (1977)
- Wolfsbane (1978)
- Moscow 5000 (1979) (como David Grant)
- Snow Falcon (1980)
- Emerald Decision (1980) (como David Grant)
- Sea Leopard (1981)
- Jade Tiger (1982)
- Firefox Down (1983)
- The Bear's Tears (1985)
- Winter Hawk (1987)
- All the Grey Cats (1988)
- The Last Raven (1990)
- A Hooded Crow(1992)
- Playing with Cobras (1993)
- A Wild Justice (1995)
- A Different War (1997)
- Slipping into Shadow (1998)

### Não-ficção
- There to Here: Ideas of Political Society (1991)